# Mount Hubbard (Viktorialand)
Mount Hubbard ist ein 1172 m Berg an der Scott-Küste des ostantarktischen Viktorialands. Er ragt nördlich des Mount Morning aus dem Riviera Ridge auf.
Das Advisory Committee on Antarctic Names benannte ihn 1994 nach Paula H. Hubbard, Pilotin in der Flugstaffel VXE-6 der United States Navy von 1981 bis 1985 und Kommandantin einer LC-130 Hercules im United States Antarctic Program.